# 보리스 커너

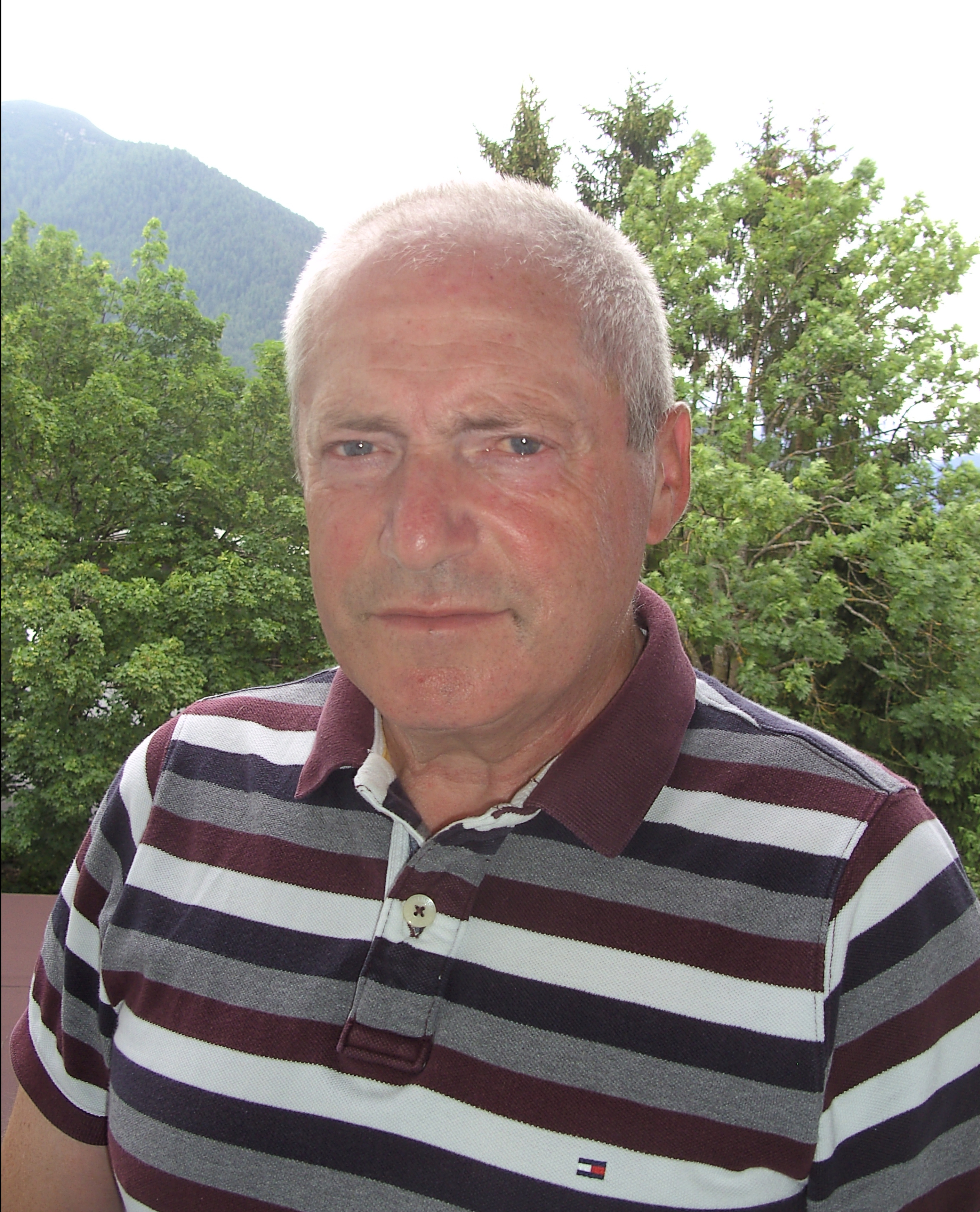
2018년 모습

보리스 S. 커너(Boris S. Kerner, 1947년 출생)는 3상 교통 이론을 창안한 독일의 물리학자이자 토목공학자이다. 3단계 교통 이론은 (i) 자유 교통 흐름(F), (ii) 동기화된 교통 흐름(S), (iii) 넓은 이동 정체(J)의 세 가지 교통 단계에서 경험적 차량 교통 상태를 설명하기 위한 프레임워크이다. 동기화된 교통 흐름과 넓은 이동 정체 단계는 교통 체증에 속한다.